# Organització del Tractat de Seguretat Col·lectiva
L'Organització del Tractat de Seguretat Col·lectiva (OTSC) (en rus: Организация Договора о коллективной безопасности, ОДКБ) és una aliança militar intergovernamental formada el 2002 per alguns països d'Europa i Àsia central. Els seus membres són: Armènia, Belarús, el Kazakhstan, Kirguizstan, Rússia, Tadjikistan i l'Uzbekistan.
El Tractat de Seguretat Col·lectiva té els seus orígens a les Forces Armades Soviètiques, que van ser substituïdes l'any 1992 per les Forces Armades Unides de la Comunitat d'Estats Independents, i després van ser substituïdes per les forces armades successores dels respectius estats independents.
En el mateix sentit que l'article 5 del Tractat de l'Atlàntic Nord i el Tractat Interamericà d'Assistència Recíproca, l'article 4 del Tractat de Seguretat Col·lectiva (CST) estableix que una agressió contra un signatari seria percebuda com una agressió contra tots. La carta de l'OTSC de 2002 va reafirmar el desig de tots els estats participants d'abstenir-se de l'ús o l'amenaça de la força. Els signants tenen prohibit unir-se a altres aliances militars.

## Procediments operatius
Igual que l'OTAN, aquesta entitat manté una Assemblea Parlamentària.
Empra un sistema de "presidència rotativa" en què el país que ostenta el lideratge s'alterna cada any.
Per poder desplegar bases militars d'un tercer país al territori dels estats membres de l'OTSC, cal obtenir el consentiment oficial de tots els seus membres.

## Activitats

### Exercicis militars
L'OTSC realitza anualment exercicis de comandament militar perquè les nacions de l'OTSC tinguin l'oportunitat de millorar la cooperació entre organitzacions. El més gran d'aquests exercicis es va celebrar al sud de Rússia i Àsia central el 2011, format per més de 10.000 soldats i 70 avions de combat.

### Força de manteniment de la pau
L'Organització del Tractat de Seguretat Col·lectiva (OTSC) manté una força de manteniment de la pau que s'ha desplegat a zones de conflicte, com ara Tadjikistan i Kirguizstan. La força està formada per tropes dels estats membres i està dissenyada per proporcionar estabilitat i seguretat a la regió.
El 6 d'octubre de 2007, els membres de l'OTSC van acordar una ampliació important de l'organització que crearia una força de manteniment de la pau de l'OTSC que es podria desplegar sota un mandat de les Nacions Unides o sense cap als seus estats membres. L'expansió també permetria a tots els membres comprar armes russes al mateix preu que Rússia.
El gener de 2022, la CSTO va desplegar 2.000 dels seus soldats de la pau al Kazakhstan.

### Força de reacció ràpida col·lectiva
El 4 de febrer de 2009, es va arribar a un acord per crear la Força Col·lectiva de Reacció Ràpida (KSOR) (en rus: Коллекти́вные си́лы операти́вного реаги́рования (КСОР)) per 14 dels plans finalitzats per set membres, 14 de juny. La força està pensada per ser utilitzada per rebutjar l'agressió militar, dur a terme operacions antiterroristes, combatre el crim transnacional i el tràfic de drogues i neutralitzar els efectes dels desastres naturals.
Bielorússia i Uzbekistan es van abstenir inicialment de signar l'acord. Bielorússia ho va fer per una disputa comercial amb Rússia i Uzbekistan per preocupacions generals. Bielorússia va signar l'acord l'octubre següent, mentre que Uzbekistan no ho ha fet mai. Una font de la delegació russa va dir que l'Uzbekistan no participaria en la força col·lectiva de manera permanent, sinó que "delegaria" els seus destacaments per participar en les operacions de manera ad hoc.
El 3 d'agost de 2009, el Ministeri d'Afers Exteriors d'Uzbekistan va criticar els plans de Rússia per establir una base militar al sud de Kirguizistan per a la força de reacció ràpida de l'OTSC.

## Història

### Fundació
El 1991, quan l'URSS es va ensorrar, l'exèrcit soviètic va ser desmantellat entre els diferents nous estats segons l'origen nacional dels contingents. Es va crear llavors un comandament militar comú per a tots els membres de la CEI. Aquest comandament unificat tenia sota el seu càrrec a totes les antigues tropes soviètiques. El 1992, les últimes restes de l'exèrcit soviètic estacionades a les repúbliques independents s'havien dissolt i les últimes forces exsoviètiques amb base a Alemanya de l'Est, Hongria, Polònia, Txecoslovàquia, Romania, Bulgària, Lituània, Letònia, Estònia, Mongòlia i Cuba es van retirar gradualment entre 1992 i 1994.
La OTSC va sorgir en el marc de la Comunitat d'Estats Independents, i va començar a funcionar a partir del Tractat de Seguretat Col·lectiva de la CEI (CST), signat el 15 de maig de 1992 per Armènia, el Kazakhstan, Kirguizstan, la Rússia, Tadjikistan i l'Uzbekistan, a la ciutat de Taixkent. Azerbaidjan va signar el tractat el 24 de setembre de 1993, Geòrgia el 9 de desembre de 1993 i Belarús al 31 de desembre de 1993. El tractat va entrar en vigor el 20 d'abril de a 1994.
La OTSC tenia una durada de cinc anys, llevat que es prorrogués. El 2 d'abril de 1999, només sis membres de la OTSC van signar un protocol que renovava el tractat per un altre període de cinc anys: l'Azerbaidjan, Geòrgia i l'Uzbekistan es van negar a signar i es van retirar del tractat. Al mateix temps, l'Uzbekistan es va unir al grup GUAM, creat el 1997 per Geòrgia, Ucraïna, l'Azerbaidjan i Moldàvia, i que es considera que pretén contrarestar la influència russa a la regió.

### Posada en marxa
L'OTSC es va fundar l'any 2002 quan els sis estats membres van acordar crear l'Organització del Tractat de Seguretat Col·lectiva com a aliança militar. Com a intent de desenvolupar una aliança successora al Pacte de Varsòvia, l'OTSC és comparativament feble.
L'any 2004 l'OTSC va rebre l'estatus d'observador a l'Assemblea General de l'ONU. Durant l'any 2005, els socis de l'OTSC van realitzar alguns exercicis militars comuns.
Uzbekistan es va retirar de GUAM el 2005 i es va unir a l'OTSC el 2006 com a membre de ple dret i la seva adhesió va ser ratificada posteriorment pel parlament uzbek el 28 de març de 2008.
L'octubre de 2007, l'OTSC va signar un acord amb l'Organització de Cooperació de Xangai (SCO), a la capital tadjica de Dushanbe, per ampliar la cooperació en qüestions com la seguretat, la delinqüència i el tràfic de drogues.
El 6 d'octubre de 2007, els membres de l'OTSC van acordar una ampliació important de l'organització que crearia una força de manteniment de la pau de l'OTSC que podria desplegar-se sota un mandat de l'ONU o sense cap als seus estats membres. L'expansió també permetria a tots els membres comprar armes russes al mateix preu que Rússia.

### Dècada del 2020
A partir del 2023, les relacions entre Rússia i Kazakhstan s'han deteriorat des de l'inici de la invasió russa d'Ucraïna. Aquest últim s'ha negat a reconèixer les repúbliques populars de Donetsk i Lugansk.
Després de l'inici dels nous enfrontaments entre Armènia i l'antic membre de l'Azerbaidjan el 13 de setembre de 2022, Armènia va activar l'article 4 del tractat i es va enviar una missió de l'OTSC, també al secretari general de l'OTSC Stanislav Zas i Anatoly Sidorov per supervisar la situació a la frontera. Un esdeveniment similar també va tenir lloc a prop de la frontera entre Kirguizistan i Tadjikistan durant el 2022. El 23 de febrer de 2024, el primer ministre armeni, Nikol Pashinyan, va confirmar que Armènia havia congelat la seva participació a l'OTSC. El 8 de maig de 2024, Armènia va anunciar que havia deixat de fer contribucions financeres a l'OTSC. El 12 de juny de 2024, Armènia va anunciar la seva retirada com a membre de l'OTSC. Tanmateix, no s'ha donat una data de retirada.

## Estats membres

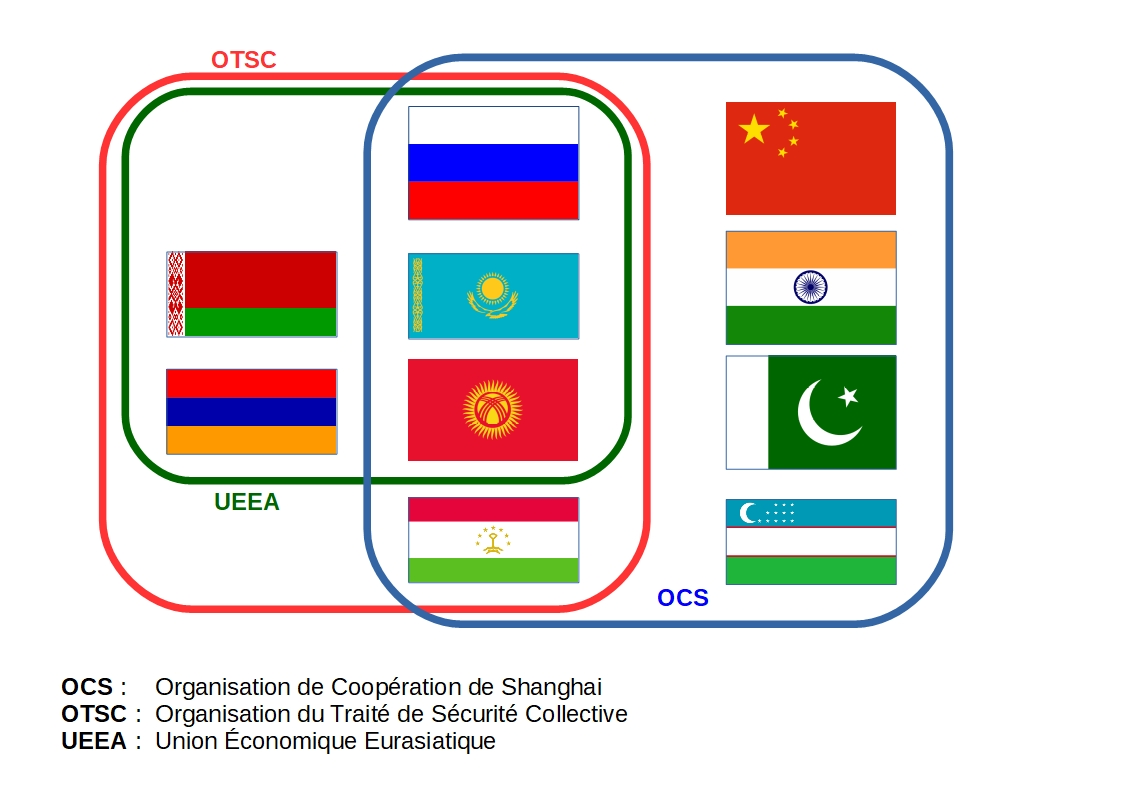
Països de la OTSC integrats en altres aliances internacionals.

Estats membres de l'OTSC:
| País                               | Afiliació          | Any d'entrada |
| ---------------------------------- | ------------------ | ------------- |
| Armènia                            | membre de ple dret | 1994          |
| Belarus                            | membre de ple dret | 1994          |
| Kazakhstan                         | membre de ple dret | 1994          |
| Plantilla:Country data Kirguizstan | membre de ple dret | 1994          |
| Rússia                             | membre de ple dret | 1994          |
| Tadjikistan                        | membre de ple dret | 1994          |

Estats observadors de l'OTSC:
| País       | Afiliació                  | Any d'entrada |
| ---------- | -------------------------- | ------------- |
| Afganistan | estat observador no membre | 2013          |
| Sèrbia     | estat observador no membre | 2013          |

Antics estats membres de l'OTSC:
| País        | Afiliació          | Any d'entrada              | Any de sortida             |
| ----------- | ------------------ | -------------------------- | -------------------------- |
| Azerbaidjan | antic estat membre | 1994                       | 1999                       |
| Geòrgia     | antic estat membre | 1994                       | 1999                       |
| Uzbekistan  | antic estat membre | 1994 (primer) 2006 (segon) | 1999 (primer) 2012 (segon) |